# Harjakangasi csata
A harjakangasi csata a finn polgárháború egyik csatája volt.
1918. március 29-én és 30-án vívták a vörösök és a fehérek Noormarkku község területén, Satakunta tartományban. Az ütközet fehér győzelemmel zárult. A harckörzetben a vörösök áprilisi visszavonulásáig folytak az utóharcok. Veszteségi egyenleg: a fehérek mintegy 90 főt, a vörösök kb. 200 főt vesztettek. A fehér veszteségekről áll rendelkezésre tételes adatsor: elesett 22, megsebesült 62, eltűnt 5 fő.
A harjakangasi csata emlékműve Noormarkku központjától délkeleti irányban 13 kilométernyi távolságra helyezkedik el a 2556-os sz. mellékút mentén, Kullaa, illetve Palus irányában, közel az akkori ütközet leghevesebb tűzváltásainak középpontjához. 

## További információ
- http://www.vapaussotaeppy.fi/2014-vapaussodan-merkeissa-satakuntaan-23-8-2014/

## Fordítás
Ez a szócikk részben vagy egészben  a   Harjakankaan_taistelu című finn Wikipédia-szócikk ezen változatának fordításán alapul.  Az eredeti cikk szerkesztőit annak laptörténete sorolja fel. Ez a jelzés csupán a megfogalmazás eredetét és a szerzői jogokat jelzi, nem szolgál a cikkben szereplő információk forrásmegjelöléseként.